# Anatoli Iwanowitsch Sawin

Anatoli Iwanowitsch Sawin (Ordensverleihung 2010)

Anatoli Iwanowitsch Sawin (russisch Анатолий Иванович Савин; * 6. April 1920 in Ostaschkow; † 27. März 2016 in Moskau) war ein sowjetisch-russischer Kybernetiker, Informatiker und Hochschullehrer.

## Leben
In den 1930er Jahren kam Sawin mit der Familie nach Smolensk. Dort schloss er den Besuch der Mittelschule 1937 mit Auszeichnung ab, worauf er nach Moskau geschickt wurde und ohne Aufnahmeprüfung das Studium am Bauman-Institut für Mechanik und Maschinenbau (ab 1943 Moskauer Technische Bauman-Hochschule (MWTU)) in der Fakultät für Artillerie-Ausrüstung begann.
Zu Beginn des Deutsch-Sowjetischen Kriegs trat Sawin in die Volksopoltschenije ein. Im August 1941 wurden mit Ukas Stalins die Studenten ins Hinterland geschickt, sodass Sawin in Gorki im Werk Nr. 92 bei der Artillerie-Produktion mitwirkte. Er wurde Werkstattleiter und 1943 Chefkonstrukteur. 1946 schloss er ohne Verlassen der Produktion das Studium an der MWTU als Spezialist für Artillerie-Systeme und -Anlagen ab.
Sawin wurde 1947 zum Chefkonstrukteur des Experimentellen Maschinenbau-Konstruktionsbüros I. I. Afrikantow ernannt, das im Auftrag Igor Kurtschatows auf der Basis des Artillerie-Werks Gorki für Aufgaben des sowjetischen Atombombenprojekts gegründet worden war. Unter Sawins Leitung wurde die Prozesskette für die Uran-Isotopentrennung durch Gasdiffusionsverfahren entwickelt.
1951 wurde Sawin nach Moskau ins Konstruktionsbüro KB-1 versetzt, wo das Flugabwehrraketensystem S-25 Berkut entwickelt wurde. Er beteiligte sich an der Entwicklung komplexer Raketen-Steuerungssysteme. Er verteidigte 1959 seine Dissertation über eine autonome Methode der Steuerung von Flugobjekten mit Bahnkorrektur während des letzten Flugabschnitts mit Erfolg für die Promotion zum Kandidaten und 1965 erfolgreich seine Doktor-Dissertation für die Promotion zum Doktor der technischen Wissenschaften. Er leitete die Arbeiten für ein System von sogenannten Sputnik-Jägern auf Satellitenorbits zur Zerstörung feindlicher Satelliten. Es folgte 1973 die Gründung des Forschungsinstituts Komet für Antisatellitenwaffen unter der Leitung Sawins. Entwickelt wurde das Satellitensystem Legenda für die Beobachtung der USA-Flugzeugträgerkampfgruppen und der NATO-Atom-U-Boote und ihre Bekämpfung mit U-Booten mit Marschflugkörpern. Sawin wurde 1979 zum Korrespondierenden Mitglied und 1984 zum Vollmitglied der Akademie der Wissenschaften der UdSSR (AN-SSSR, seit 1991 Russische Akademie der Wissenschaften (RAN)) gewählt mit gleichzeitiger Ernennung zum Professor.
Nach dem Zerfall der Sowjetunion war Sawin 1999–2004 wissenschaftlicher Leiter des FGUP Kometa. Gleichzeitig leitete er einen Lehrstuhl des Moskauer Instituts für Funktechnik, Elektronik und Automatik. 2004–2006 war er Generalkonstrukteur und danach wissenschaftlicher Leiter des Rüstungskonzerns Almas-Antei.
Sawin starb am 27. März 2016 in Moskau und wurde am 30. März auf dem Friedhof Trojekurowo begraben. Im April 2016 wurde auf dem Almas-Antei-Gelände ein Sawin-Denkmal eingeweiht.

## Ehrungen, Preise
- Orden des Vaterländischen Krieges II. Klasse (1944)[1]
- Orden des Roten Banners der Arbeit (1944, 1949, 1956)[1]
- Leninorden (1945, 1951, 1971, 1976)[1]
- Stalinpreis I. Klasse (1946)[1]
- Stalinpreis II. Klasse (1949)[1]
- Stalinpreis (1951)[1]
- Goldene Raspletin-Medaille der AN-SSSR (1970)[1]
- Leninpreis im geschlossenen Teil der Verleihung (1972)[1]
- Staatspreis der Georgischen Sozialistischen Sowjetrepublik
- Held der sozialistischen Arbeit (1976)[1][8]
- Staatspreis der UdSSR (1981)[1]
- Verdienstorden für das Vaterland III. Klasse (1995), II. Klasse (2010)
- Staatspreis der Russischen Föderation (1999)[1]
- Ehrenurkunde der Regierung der Russischen Föderation (2000)
- Nationaler Fernsehpreis Pobeda (2005)[1]
- Dank des Präsidenten der Russischen Föderation (2006)
- Goldene Popow-Medaille der RAN (2010)[1]